# Maggie Q
瑪格麗特·丹妮絲·奎格利（英語：Margaret Denise Quigley，越南语：／*/?；1979年5月22日—），藝名Maggie Q，是一名美國女演員和模特兒，於香港出道，成名後回美發展。

## 生平

### 早年生活
Maggie Q的父亲是有爱尔兰和波兰血统的美国人，派驻越南时与其母相识结婚，后定居夏威夷檀香山，育有五个子女；因此她既拥有带有爱尔兰姓氏的英文名Margaret Denise Quigley（玛格丽特·丹尼斯·奎格利），又拥有越文名Lý Mỹ Kỳ（李美琪）。
Maggie在Mililani High School畢業而完成基礎教育後，便獨自旅行到日本，投入模特兒行業，後轉至臺灣、香港發展，1998年獲得第一次的電視演出機會。

### 職業生涯
Maggie剛開始是在香港演出，但由於她不熟漢語，所以參與演出的電影，不是使用英語，就是採用配音；Maggie為能使用漢語演出，曾學習普通话與粵語。
2000年，Maggie首次擔綱演出電影《特警新人類2》，飾演一位從美國FBI派往香港的幹員。
2002年，她演出，飾演其中一位受訓殺手「Charlene Ching」，其性感、魅惑又危險的刺客角色，深受華人與歐美觀眾的注意。
2005年，Maggie 參與德國與新加坡合作的電視電影《融之堂》，飾演 Harmony ，與范文芳演對手戲。同年，Maggie Q 到好萊塢發展。
2006年，於《不可能的任務3》中飾演特工隊中惟一的女性成員 Zhen’'。
2007年，於布魯斯·威利主演的，飾演一名電腦駭客。
2008年，Maggie Q 於《三國之見龍卸甲》飾演虛構人物 曹嬰，是她首次的中國古裝演出。
2010年9月，Maggie Q 於美國CW電視台主演影集《NIKITA》飾演女特務 Nikita，這是她在美國第一部主演的電視影集，該影集共4季，於2013年底播畢。
2014年主演美國哥倫比亞廣播公司（CBS）號稱史上最嚇人的劇集《跟蹤者》。全劇集共1季。
2014年起參與演出著名反烏托邦暢銷小說改編的電影三部曲／分歧者、分歧者2：叛亂者、分歧者3：赤誠者。
2016年至2019年加入美國廣播公司（ABC）由基佛·蘇德蘭主演的政治驚悚劇指定倖存者，飾演一位聯邦調查局探員，為常駐主要角色。全劇共3季，第3季角色轉任中央情報局探員，本季僅10集，由Netflix接手製作。
2019年參演了由布倫屋製片公司與索尼影視娛樂製作發行的驚悚電影逃出夢幻島，已經於2020年情人節上映。

### 社会活动
因了解到工厂化养殖场中动物所受的苦难，Maggie Q严格奉行素食主义，并称放弃食肉是她一生获益最深的决定之一。“我感觉更好，片场内外精力更加充沛，而且我很欣慰所做的事情有助于停止动物的苦难。”
在亞洲善待動物組織（PETA Asia）拍摄的一辑素食广告中，Maggie Q近乎全裸地躺在一片红辣椒，意在宣传素食主义不仅是“点燃激情人生”的最佳方式，同时也有益于动物、身体健康和环境。另一幅海报中，Maggie则仅以生菜比基尼遮住关键部位，呼吁人们“揭开素食新一‘叶’”。
在与刘德华联袂主演的电影《三国之见龙卸甲》的拍摄过程中，Maggie Q亦成功说服制作人员将戏服中用时尚的仿真皮草取代真的皮草。Maggie表示 “几年前，当我成熟到能够心胸开阔面对现实的时候，我放弃了皮草。我们都是有同情心的人，我们愿意付出多少同情心决定了我们能够成为怎样的人。”

### 私人生活
Maggie Q 曾與日本足球运动員中田英壽、香港演員吳彥祖、美籍韩裔演員丹尼爾·海尼交往，2000年與陳冠希拍攝電影《特警新人類2機動任務》時又曾與陳冠希傳出緋聞，2014年與迪倫·麥狄蒙因出演美劇跟蹤者認識，最後交往3個月後訂婚。2019年3月，與迪倫·麥狄蒙解除婚約，據悉是雙方都過於忙碌工作之故，當事人皆未對此作出回應。
2025年，Maggie Q 在访问中宣布已与圈外人Curtis Macnguyen结婚，惟未透露何时注册

### 服裝品牌
2019年秋天，Maggie Q 創立屬於自己的服裝品牌Qeep Up，所有服裝及其成品均以海洋廢物循環再做成物料製作，就算包裝亦屬生物可分解塑膠，部分收入更會捐給海洋保育的慈善組織。

## 演出作品

### 電影
| 年份 | 片名                | 角色           | 附註                       |
| ---- | ------------------- | -------------- | -------------------------- |
| 2000 | 《鬼名模》          | Anna           |                            |
| 2000 | 《特警新人類2》     | Jane Quigley   |                            |
| 2001 | Manhattan Midnight  | Susan / Hope   |                            |
| 2001 | 《火拼時速2》       | 車裡的女孩     |                            |
| 2002 | 《赤裸特工》        | Charlene Ching |                            |
| 2003 | 《一屋兩火》        | Miss Clary     |                            |
| 2004 | 《魔幻厨房》        | May            |                            |
| 2004 | 《环游世界八十天》  | Female Agent   |                            |
| 2004 | 《海南雞飯》        | Gigi           |                            |
| 2005 | Taped               | Maggie         | 短片                       |
| 2005 | 《猛龙》            | Yuet           |                            |
| 2006 | 《不可能的任務3》   | Zhen Lei       |                            |
| 2007 | The Counting House  | Jade           |                            |
| 2007 | 《終極警探4.0》     | Mai Linh       |                            |
| 2007 | 《乒乓特派員》      | Maggie Wong    |                            |
| 2008 | 《三國之見龍卸甲》  | Cao Ying       |                            |
| 2008 | 《桃色名單》        | Tina           |                            |
| 2008 | 《紐約我愛你》      | Janice Taylor  | 章節："Yvan Attal"         |
| 2009 | 《狼灾记》          | 卡雷部落女人   |                            |
| 2010 | 《對決瘋暴》        | High Priestess |                            |
| 2010 | 《格鬥天王》        | 不知火舞       |                            |
| 2011 | 《獵魔教士》        | 女教士         |                            |
| 2014 | 《分歧者·異類叛逃》 | Tori Wu        |                            |
| 2014 | 《萬物一體》        | 旁白           | 紀錄片                     |
| 2015 | 《分歧者2：叛亂者》 | Tori Wu        |                            |
| 2016 | 《分歧者3：赤誠者》 | Tori Wu        |                            |
| 2017 | 《哲基尔岛的阴谋》  | Hilary         |                            |
| 2017 | 《鬼壓床》          | Alice          |                            |
| 2018 | 《英国佬来了》      | Irina          |                            |
| 2018 | 《謙虛的英雄》      | 母親           | 英語版配音；章節："武士蛋" |
| 2020 | 《逃出夢幻島》      | Gwen Olsen     |                            |
| 2020 | 《重演谁的错》      | Sarah          |                            |
| 2020 | 《逃出黑魔島》      | Christine      |                            |
| 2021 | 《刺客密令》        | Anna           |                            |
| 2023 | 《家庭計劃》        | Gwen           |                            |

### 电视劇
| 年份    | 劇名             | 角色                         | 附註              |
| ------- | ---------------- | ---------------------------- | ----------------- |
| 1998    | 《龙堂》         | Devine                       | 常駐              |
| 2002    | 《雄心密令》     | Yeung Lan                    | 主演              |
| 2005    | 《融之堂》       | Harmony                      | 電視電影          |
| 2010–13 | 《特務狂花》     | 妮基塔·米爾斯                | 主演；73集        |
| 2012–19 | 《少年正義聯盟》 | 神奇女俠                     | 常駐（配音）；7集 |
| 2014–15 | 《跟蹤者》       | Beth Davis / Michelle Webber | 主演；20集        |
| 2016–19 | 《指定倖存者》   | Hannah Wells                 | 主演；50集        |
| 2022TBA | Pivoting         | Sarah                        | 主演              |
| 2025    | 巴拉德           | 雷妮巴拉德                   | 主演              |

### 电子游戏
| 年份 | 遊戲名                 | 角色       | 附註 |
| ---- | ---------------------- | ---------- | ---- |
| 2008 | 《极品飞车：无间风云》 | Chase Linh | 配音 |

### MV
| 年份 | 歌曲名       | 藝人                            | 附註 |
| ---- | ------------ | ------------------------------- | ---- |
| 2000 | 〈地下鐵〉   | 游鴻明                          |      |
| 2002 | 〈愛的遊戲〉 | 山塔那合唱團與密雪兒·布蘭奇合唱 |      |

## 外部連結
- Maggie Q的Facebook專頁
- Maggie Q的Instagram帳戶
- Maggie Q的X（前Twitter）
- Maggie Q的新浪微博
- Maggie Q在互联网电影资料库（IMDb）上的資料（英文）
- Maggie Q在香港影庫上的簡介
- Maggie Q在豆瓣上的资料（简体中文）
- Maggie Q在时光网上的簡介（简体中文）
- Qeep up （页面存档备份，存于）